# دوشدور (اهر)
دوشدور یکی از روستاهای استان آذربایجان شرقی است که در دهستان ورگهان بخش مرکزی شهرستان اهر واقع شده‌است.و دومین آبادی این دهستان بعد از ورگهان می باشد.این روستا ۹۶۵ نفر جمعیت دارد.